# Pekelně ostrý výlet
Pekelně ostrý výlet (v anglickém originálu Tikka to Ride) je první epizoda sedmé série (a celkově třicátá sedmá v rámci seriálu) britského sci-fi sitcomu / seriálu Červený trpaslík. Poprvé byla odvysílána 17. ledna 1997. Stěžejním motivem tohoto dílu je cestování v čase.

## Námět
Dave Lister je zdrcen, když se dozví, že na lodi došly zásoby kari, indických placek a piva. Navrhne výlet do minulosti, který však ostatní členové posádky zamítnou, je to po nedávné negativní zkušenosti se svými budoucími já (epizoda Mimo realitu) příliš riskantní. David se nevzdává, tajně nasadí Krytonovi druhou hlavu a vyjme z ní čip svědomí. Díky tomu se už Kryton nebrání cestě do minulosti a ostatní se váhavě přidají. Skupinka se zhmotní v Dallasu v momentě, kdy Lee Harvey Oswald střílí z okna na prezidenta J. F. Kennedyho.

## Děj
Ačkoliv na konci minulého dílu (Mimo realitu), jímž končila šestá série, je záběr na Kosmik rozmetaný po vesmíru, je Lister očividně živý a zdravý. Právě se snaží vysvětlit, co se stalo s jejich budoucími já, čímž zničí již třetí kameru. Tak je ta historie zamotaná.

Při střetu s Kosmikem z budoucnosti přišli o všechny indické placky, kari a pivo. Lister je zdrcen. Navrhuje vrátit se na Gemini 12 pro stroj času a využít jej k cestě na Zemi, kde by již nebyl problém sehnat nějaké kari. Kryton oponuje, že každý byť malý zásah do minulosti vede ke změně dějin a je proto nebezpečný a nezodpovědný.
Dave ukradne Krytonovo tělo, našroubuje na něj náhradní hlavu a z té pak vyjme čip svědomí. Kryton zbavený morálních zásad již nic nenamítá proti cestě zpět na Gemini 12, kde posádka opětovně odcizí stroj času. Není nijak vysvětleno, jak je možné, že stroj času je nyní může přenést nejenom časem, ale i prostorem. Navíc je nyní mobilní a není jej nutné instalovat na Kosmika.

Dave si přeje zamířit do restaurace Taj Mahal za budovou Jupiterské důlní společnosti v Londýně. Nicméně stroj je přenese do pátého patra dallaského knižního skladu 22. 11. 1963 odpoledne. Zde vyruší Lee Harveye Oswalda, který právě střílí po limuzíně s prezidentem Kennedym, takže ten Johna Fitzgeralda pouze zraní. Pak je málem zatkne FBI, které Oswald namluvil že právě oni postřelili Kennedyho.

Přesunou se do roku 1966, Dallas je vylidněný. Z novin se dozvídají, že prezident Kennedy byl v roce 1964 odvolán z funkce, protože se o svou milenku dělil s mafiánským bossem, byl zatčen, v červenci 1965 odsouzen ke třem letům vězení a na jeho místo nastoupil John Edgar Hoover. Nový prezident vládl podle diktátu mafie, která měla snímky, které jej zachycovaly na transvestitských orgiích. Proto povolil SSSR instalaci nukleárních zbraní na Kubě výměnou za dovoz kubánského kokainu do USA. Američané poté v obavě z jaderného útoku opustili všechna velká města, jejich národ byl traumatizován a závody v dobývání vesmíru vyhráli Sověti, kteří také jako první přistáli na Měsíci. Došlo tak ke změně historie, která způsobila, že se Rimmer, Lister, Kocour a Kryton nemají kam vrátit, protože Kosmik v této nové realitě neexistuje.

Přesunou se proto časem zpět a Oswalda pošlou do šestého patra, aby jej nevyrušila jejich původní já. Tím mu však zvětší úhel střelby a atentát je opět neúspěšný. Přesunou se proto do roku 1965 a Lister vyzve Kennedyho, jenž je právě v policejním antonu převážen do vězení, aby sám očistil své jméno v dějinách. Ten se s nimi vrací do roku 1963 a stane se druhým střelcem - zpoza travnatého vršku.
Atentát je nyní úspěšný, Kennedy z alternativní historie se rozplyne a budoucnost je zachráněna. Nicméně jakmile se Dave opět zmíní o kari, začnou jej Rimmer, Kocour i Kryton nemilosrdně mlátit.

## Kulturní reference
Originální anglický název Tikka to Ride odkazuje na píseň Ticket to Ride od Beatles a název indického jídla tikka.
Podobná zápletka s cestováním v čase je použita ve 29. epizodě Město na pokraji věčnosti seriálu Star Trek: The Original Series, kde záchrana dobrého a mírumilovného člověka rovněž vede ke změně dějin k horšímu.

## Herecké obsazení
Vedlejší role v epizodě „Pekelně ostrý výlet“:
| Herec / herečka | Hraje                   | Role          |
| --------------- | ----------------------- | ------------- |
| Michael Shannon | John Fitzgerald Kennedy | prezident USA |
| Toby Aspin      | Lee Harvey Oswald       | atentátník    |
| Robert Ashe     |                         | policista     |
| Peter Gaitens   |                         | agent FBI     |